# Lidia Martorana
Lidia Martorana (Torino, 1º dicembre 1928 – Torino, 8 agosto 2018) è stata una cantante italiana.

## Biografia
Nata da una famiglia di origine siciliana, Lidia Martorana aveva 7 anni quando fu scelta come voce bianca per accompagnare un'esibizione di Beniamino Gigli a Torino.
Durante la Seconda guerra mondiale costituì, insieme a Claudia Dell'Aglio e Pina D'Adduzio, il Trio Aurora, nato su iniziativa del Maestro Carlo Prato, che si pose come rivale del già noto Trio Lescano.
Nel 1946 il Trio Aurora si sciolse ma la Martorana ne mantenne vivo il nome, incidendo Il mio nome è donna col nome Lidia Aurora. Nel 1947 riprese il proprio vero nome per partecipare al concorso Voci Nuove della Canzone Italiana indetto dal Radiocorriere: giunse seconda su 5.200 candidati, dietro al cantante Elio Lotti che sposò nel 1948 e dal quale ebbe una figlia, Elvira.
Nel 1947 incise Amore baciami composta da Carlo Alberto Rossi su testo di Gian Carlo Testoni. Il suo successo fu così travolgente che nei soli primi sei mesi del 1947 fruttò a Rossi 1.400.000 lire in diritti d'autore.
La Martorana raddoppiò il successo l'anno seguente (1948), con Addormentarmi così, con musica di Vittorio Mascheroni, testi di Biri e arrangiamento di Pippo Barzizza (uno dei re dello swing all'italiana). Il testo ha espressioni struggenti e sensuali, audacissime per l'epoca: sottolinea il contatto "bocca a bocca" e la voluttà di "morire insieme", "labbra sulle labbra". In seguito la canzone fu interpretata da numerosi cantanti: Luciano Tajoli, Gigliola Cinquetti, Adriano Celentano. Con esso Teddy Reno si impose alla fine del 1948, ma la Martorana ha tenuto a precisare: "L'ha cantata anche lui, ma il lancio di quella canzone è soltanto mio".
Un altro suo successo fu, nel 1949, Ma cos'è mai l'amore, scritta dal maestro barese Vito Vittorio Crocitto ed incisa con l'orchestra del maestro Piero Pavesio.
La cantante prese ad esibirsi con le orchestre Gorni Kramer e Pippo Barzizza, allora ai vertici della popolarità. Ma la notorietà non era destinata a durare: nel 1950 cominciò a lavorare con Lelio Luttazzi, ma nel 1951 ebbero termine le sue fortune alla Rai, poiché fu esclusa con modalità molto simili a quelle che avrebbero tanto nuociuto nel 1943-44 al Trio Lescano. Dichiarò in seguito la Martorana: "Mi raccontarono che Luttazzi aveva ricevuto una lettera nella quale si ordinava che la Martorana doveva essere allontanata perché quella voce ricordava un misto di americano e di francese. Qualcuno mi aveva fatto lo sgambetto e Carla Boni prese il mio posto".
(Gianni Borgna, Storia della Canzone Italiana)
Continua però l'attività discografica, passando alla Odeon e classificandosi al terzo posto al Concorso Carisch nel 1954 con With you, incisa con l'orchestra del maestro Enzo Ceragioli.
Dopo la nascita delle due figlie si ritira a vita privata, tornando nuovamente a cantare soltanto negli anni novanta, chiamata da Paolo Limiti in uno dei suoi programmi televisivi.
Nel marzo 1992 debutta su Canale 5 il programma Guerra o pace, la cui sigla, Il mio nome è donna, è cantata dalla Martorana.
Negli ultimi anni partecipa, in parti minori, ad alcuni film e miniserie televisive girate a Torino (Fuoriclasse, Due mamme di troppo e L'amore non basta (quasi mai...)).
Nel 2014 pubblica il libro autobiografico "Una voce una vita. Lidia e la storia della canzone italiana", in cui ripercorre tutta la sua carriera musicale.
Muore a Torino l'8 agosto 2018, a 89 anni, e viene sepolta nel Cimitero Parco di Torino.

## Discografia parziale

### Singoli
- 1948: Ci vedremo a Sorrento/Musica in piazza (Cetra, DC 4722; lato A con Aldo Donà)
- 1948: Ci-Baba Ci-Baba/Io t'amo (Cetra, DC 4730)
- 1948: Oh Mama uhè/Con tutta l'anima (Cetra, DC 4805; lato A cantato da Elio Lotti)
- 1948: Amore baciami/La storia di tutti (Cetra, DC 4806)
- 1948: Addormentarmi così/Voglio parlare col mare (Cetra, DC 4840)
- 1948: Paquito Lindo/Lover Man (Cetra, DC 4847)
- 1949: Ma cos'è mai l'amore/Amami (Cetra, DC 4914; lato B cantato da Aldo Donà)
- 1949: Speak Low/Bolero (Cetra, DC 5055; con Aldo Donà)
- 1949: Che mele/Nyango Nyango (Cetra, DC 5066)
- 1949: Tarantella dell'amore/Che mele (Cetra, DC 5085; con Aldo Donà)
- 24 marzo 1950: Andalusa/Quella cosa (chiamata amore) (Cetra, DC 5108)
- 1954: Blu Canary/Johnny Guitar (Odeon, TW 4198)
- 1954: Smarrimento/Domani lo saprò (Odeon, TW 4200)
- 17 novembre 1954: With You/Souvenir d'Italie (Odeon, TW 4223)
- 1954: Habanera/Mes mains (Odeon, TW 4227)
- 1954: Sabrina/Sci-bum (Odeon, TW 4243)
- 1955: Desiré/Smile (Odeon, TW 4252)
- 1955: Stringimi le mani/Non mi parlar d'amore (Odeon, TW 4261)
- 1955: Timberjack/Questo amore è mio (Odeon, TW 4262)
- 1955: Hagi Baba/Mambo italiano (Odeon, TW 4274)
- 1955: Indovina indovinello/Timberjack (Odeon, TW 4280; lato A con Elio Lotti)
- 1955: Amo Parigi/La portoghese (Odeon, TW 4286)
- 1955: Parole e musica/Ho detto al sole (Odeon, TW 4321)
- 1964: Arrivederci a Trani/Vieni (Phonorex, Ms. 270)